# Вацлав I Заторский
Вацлав I Заторский (пол. Wacław I zatorski); (ок. 1414 — до 29 июля 1468) — князь освенцимский (1434—1445, совместно с братьями Пшемыславом и Яном IV) и заторский (1445—1468), старший сын князя Казимира I Освенцимского и  Анны Жаганьской. Представитель цешинской линии Силезских Пястов.

## Биография
В 1433/1434 году после смерти своего отца, князя Казимира освенцимского, Вацлав вместе со своими младшими братьями Пшемыславом и Яном получили в совместное владение Освенцимское княжество. На момент смерти отца Вацлав был уже достаточно взрослый, чтобы самостоятельно управлять княжеством и взять на себя опеку над младшими братьями Пшемыславом и Яном IV.
В октябре 1434 года Вацлав по неизвестным причинам не принял участия в княжеском съезде в Бендзине, где рассматривались, в частности, дела о разбоях на польско-силезской границе, что тем более странно, что там присутствовала его мачеха Маргарита.
Однако это не означало, что князья освенцимские избегают контактов с Польшей. В октябре 1438 года в Тошеке Вацлав вместе с братьями принес ленную присягу на верность польскому королевичу Казимиру Ягеллончику, признавая его новым королём Чехии. В благодарность за это польская корона передала Вацлаву и его братьям город Затор с прилегающими землями. 
В феврале 1440 года в Силезию вступила польская армия под командованием кастелляна Дерслава из Рытвян. Вероятно, польская экспедиция была связана с нарушением Вацлавом вассального договора с Польшей. Нападение было настолько неожиданным для Вацлава и его братьев, что поляки взяли Затор практически без сопротивления. 26 октября того же года была заключен мирный договор между Польшей и Освенцимским княжеством. Согласно условиям этого договора Затор был возвращен Вацлаву, а взамен Польша получила во владение замок в Барвалде. Это был первый шаг к зависимости Освенцимского княжества от польской короны. Следующим стало принесение 8 января 1441 года Вацлавом Освенцимским вассальной присяги польскому королю Владиславу III Варненчику.
19 января 1445 года братья Вацлав, Пшемыслав и Ян разделили между собой отцовское княжество. По просьбе братьев разделом руководил князь крновский Николай V. Вацлав получил Затор и Вадовице, Пшемыслав— Тошек, а Ян получил Освенцим, Кенты, Живец и часть Гливец. Причина, по которой Вацлав, как старший сын, не взял себе Освенцим, главный город княжества, осталась неизвестной.
Как князь Заторский, Вацлав пытался проводить дружественную политику по отношению к Польскому королевству, от которого он становился все более и более зависимым, хотя формально Заторское княжество оставалось в вассальной зависимости от Чешского королевства. В июне 1447 года Вацлав Заторский принимал участие в коронации Казимира IV Ягеллончика в Кракове. В 1448 году он пообещал поддержать усилия польской короны в борьбе с разбоями на границе.
В 1456 году князь Вацлав Заторский вторично принес вассальную присягу на верность польскому королю Казимиру IV Ягеллончику. Этот шаг Вацлава был признан чешским королем Йиржи из Подебрад только в 1462 году на съезде монархов в Глогуве.
Точная дата смерти князя Вацлава I Заторского неизвестна. Предполагается, что она произошла после 1465 года и точно до 29 июля 1468 года. Место его захоронения также точно не установлено, вероятнее всего это церковь Святых Адальберта и Георгия в Заторе.

## Семья
Около 1450 года князь Вацлав Заторский женился на Марии (по другим источникам, Малгожате) Копачевской (ум. после 1467), дочери знатного шляхтича Урбана Копачевского из Севежского княжества. Это был редкий для Силезских Пястов случай нединастического брака. Дети от этого брака:
- Казимир II (ок. 1450—1490), князь заторский;
- Вацлав II (ок. 1450—1484/1487), князь заторский;
- Ян V (ок. 1455—1513), князь заторский;
- Владислав (ок. 1455—1494), князь заторский;
- София (ум. до 1466);
- Катаржина (ум. после 1466);
- Агнесса (ум 1465).